# 今川頼貞
今川 頼貞（いまがわ よりさだ）は、南北朝時代の武将。

## 経歴・人物
父は中先代の乱にて戦死した今川頼国（駿河今川氏初代当主今川範国長兄）。
『梅松論』に湊川の戦いの足利方の勝利を受けて、頼貞が建武3年（1336年）5月、丹後、但馬両国の軍勢を率いて入洛したとある。同時期に但馬国御家人に充てた軍勢催促状、軍忠状が残っており、頼貞がこの方面の大将を務めていたことがわかる（この時は掃部助を名乗っており、後に駿河守となったらしい）が、この間、両国の守護職に就いていたかは不明である。『太平記』によれば、この後、若狭・但馬両国の軍勢を率いて金ヶ崎の戦いに参加し、金ヶ崎城の救援に赴いた里見時成・瓜生保等を討ち取っている。
続いて丹後国河上本庄を巡る訴訟史料のうち暦応2年/延元4年（1339年）12月24日付の幕府奉書の宛名（「今河駿河前司」）からこの時点で丹後国守護に就いていたことがわかる（暦応4年/興国4年（1341年）10月までに山名時氏に交替）。
貞和4年/正平3年（1348年）から翌年にかけて但馬国守護となるが、貞和5年末には上杉朝房に交替している。観応元年/正平5年（1350年）7月に再度補任されるが、すぐに罷免され観応2年/正平6年（1351年）3月までに上野頼兼に交替した。この時期の頻繁な守護職の交替は幕府の内紛（観応の擾乱）によるもので、上杉朝房への交替は高師直による足利直義派切り崩し工作の一環、上野頼兼への交替は高一族滅亡に伴う直義主導の人事の結果によるものであった。観応2年8月に直義が没落し、頼兼が直義の北国落ちに同行すると、頼貞は三度但馬国守護に任ぜられている（その後、文和2年/正平8年（1353年）頃までに高師詮に交替）。
観応元年/正平5年（1350年）9月には但馬とともに因幡国守護も兼務している。
その後は、文和2年/正平8年（1353年）6月の足利義詮の美濃落ちに従ったこと（『太平記』）、延文3年/正平13年（1358年）12月に行われた義詮の征夷大将軍宣下式に随兵として参加したこと（『宝篋院殿将軍宣下記』に「今川刑部上野介頼貞」と記載）が記録に残るが、以降の消息は不明となる。